# Réaction de Barton-Kellogg
La réaction de Barton-Kellogg, oléfination de Barton-Kellogg, ou synthèse d'oléfine de Barton-Kellogg  est une réaction organique, plus précisément une réaction de couplage entre une thiocétone et un composé diazo formant un alcène via un intermédiaire 3,4-didéshydro-1,3,4-thiadiazolidine puis un épisulfure,.
La publication de sa découverte a été faite simultanément et de façon indépendante en 1970 par le chimiste britannique Derek H. R. Barton et par  le chimiste néerlandais Richard M. Kellogg,. Toutefois, dès 1920, le chimiste allemand Hermann Staudinger avait décrit une réaction proche, ce qui fait qu'elle est parfois aussi appelée couplage diazo-thiocétone de Staudinger.

## Mécanisme réactionnel
Dans cette réaction, le composé diazoïque (2), ici le 2-diazopropane, réagit comme un 1,3-dipôle dans une cycloaddition 1,3-dipolaire avec la thioacétone (1) pour donner une 3,4-didéshydro-1,3,4-thiadiazolidine. Cet intermédiaire est instable ; il expulse une molécule d'azote pour former un ylure de thiocarbonyle, qui se cyclise ensuite pour former un épisulfure (3) bien plus stable. La triphénylphosphine réagit ensuite comme un nucléophile, ouvrant le cycle à trois pour former un sulfaphosphatane. De manière similaire à la réaction de Wittig, cette structure expulse ensuite le sulfure de triphénylphosphine pour produire un alcène (4), ici le 2,3-diméthylbut-2-ène.

## Mise en œuvre
Le composé diazo peut être obtenu à partir d'une cétone par réaction avec l'hydrazine, formant une hydrazone qui est ensuite oxydée. Il existe de nombreux réactifs pour cette conversion, par exemple l'oxyde d'argent(I) et le (bis(trifluoroacétoxy)iodo)benzène. La thiocétone nécessaire à cette réaction peut être obtenue à partir de la cétone équivalente et de pentasulfure de phosphore. La désulfuration de l'épisulfure peut être réalisée par de nombreuses phosphines et également par de la poudre de cuivre.

Exemple d'utilisation de la réaction de Barton-Kellogg pour la synthèse de moteurs moléculaires.

La réaction peut ainsi se résumer au couplage de deux cétones : l'une transformée avant réaction en diazo, l'autre en thiocétone. À cet égard, le principal avantage de cette réaction par rapport à la réaction de McMurry est le fait qu'elle puisse se faire entre deux cétones différentes, et permette ainsi de faire des réactions de couplage croisé au lieu de se limiter à des homocouplages.

## Alternative
L'oléfinition de Barton-Kellogg peut également être réalisée à partir d'une cétone. La cétone est mise à réagir avec l'hydrazine et H2S pour former une 1,3,4-thiadiazolidine. Par oxydation avec l'acétate de plomb(IV), on obtient l'intermédiaire 3,4-didéhydro-1,3,4-thiadiazolidine, qui est converti thermiquement en alcène en présence de triphénylphosphane,.